# أيانو ياماموتو
أيانو ياماموتو (باليابانية: 山本彩乃؛ بالكانا: やまもと あやの) هي مؤدية صوت وتارينتو وممثلة يابانية، ولدت في 12 أبريل 1986 في طوكيو في اليابان.

## أدوارها في الأنمي
- سوبر سونيكو - سوبر سونيكو

## وصلات خارجية
- أيانو ياماموتو على موقع IMDb (الإنجليزية)
- أيانو ياماموتو على موقع IMDb (الإنجليزية)
- أيانو ياماموتو على موقع ميوزك برينز (الإنجليزية)
- أيانو ياماموتو على موقع قاعدة بيانات الفيلم (الإنجليزية)
- أيانو ياماموتو على موقع ANN person (الإنجليزية)